# Intel Core 2
Intel Core 2 dök upp i mitten av 2006.
Core 2 är en 64-bitars x86-processor som baseras på en omarbetad processorarkitektur kallad Intel Core microarchitecture som baseras på den som använts i Pentium III och Pentium M. Den ersätter NetBurst-mikroarkitekturen, som användes i Pentium 4 och som har funnits i många av Intels mikroprocessorer sedan år 2000. Dock inte i till exempel Pentium M vilken marknadsfördes parallellt med Pentium 4 för bärbara datorer.
I likhet med dess föregångare Intel Core så är produktlinjen uppdelad i varumärkesgrenarna Duo (dubbla processorkärnor), Quad (fyra kärnor), Extreme Core (högprestanda). Den första generationens Core-produkter har alla försetts med dubbelkärna, och framtida versioner väntas i både dubbel- och fyrkärnevarianter.
De första mikroprocessorna i Core 2-serien har även gått under arbetsnamnet Conroe.

## Exempel på datorer som använder Core 2
- Apple Imac
- Apple Macbook
- Apple Macbook Air
- Apple Macbook Pro
- HP Pavillion, DV9000-serien
- Sony Vaio